# Petriskål

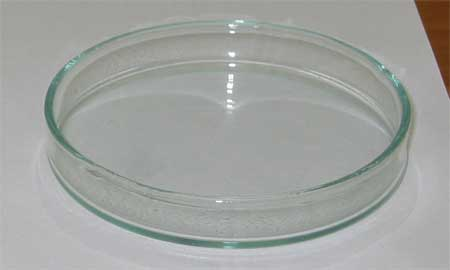
Petriskål

En petriskål är en cylindrisk grund glas- eller plastskål som används i laboratorier. Laboratioriepersonalen använder den till att odla olika kulturer av celler eller andra mikroorganismer. Skåltypen introducerades 1877 av den tyske bakteriologen Julius Richard Petri (1852–1921) då han arbetade som assistent till Robert Koch och modifierades med ett lock 1887, för att hålla föroreningar borta från odlingarna. På 1890-talet började man använda agar i petriskålarna.